# Abd al-Aziz ibn Baz
Abd al-Aziz ibn Abd Allah ibn Baz (arab. عبد العزيز بن عبد الله بن باز, 21 listopada 1910 w Rijadzie, zm. 13 maja 1999 w Mekce) – saudyjski duchowny, wielki mufti Arabii Saudyjskiej (1993-1999).

## Życiorys
W wieku 15 lat stracił wzrok. W 1938 został islamskim sędzią, 1952-1962 był wykładowcą w Instytucie Religijnym w Rijadzie, następnie został szefem Rady Ulemów i głównym muftim. Miał skrajnie konserwatywne i bezkompromisowo wahhabickie poglądy. W 1966 jako wiceprezes Uniwersytetu Islamskiego w Medynie napisał artykuł, w którym stwierdził, że Ziemia nie krąży wokół Słońca; wywołał tym wściekłość króla Fajsala, który nakazał zniszczyć wszystkie niesprzedane kopie tego tekstu. Zmienił zdanie dopiero w 1985, gdy książę Sultan odbył lot kosmiczny. Wydawał fatwy dotyczące m.in. zakazu prowadzenia samochodów przez kobiety (1990) i przymusu całkowitego zasłaniania twarzy przez kobiety. Twierdził, że kobiety studiujące razem z mężczyznami w niczym nie są lepsze od prostytutek. Znał jedynie język arabski i nigdy nie był za granicą, jednak wspierał zasadę „pokoju z Żydami” i sankcjonował dialog muzułmańsko-chrześcijański. Podczas wojny w Zatoce Perskiej poparł Zachód. W 1993 został mianowany przez króla Fahda wielkim muftim Arabii Saudyjskiej i pozostał na tym stanowisku do śmierci. Został pochowany w Mekce. Pozostawił czterech synów i kilka córek.